# Joan Blondell

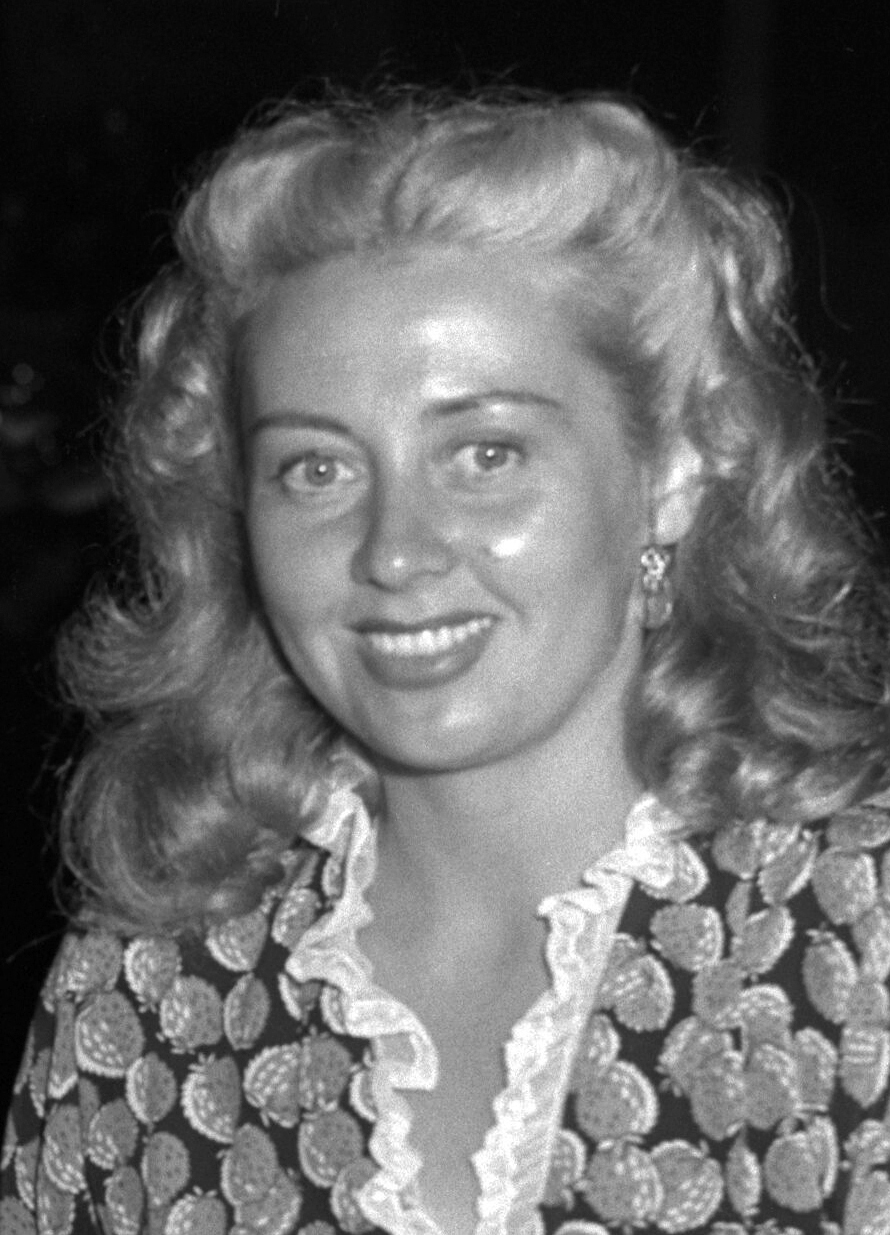
Joan Blondell (1941)

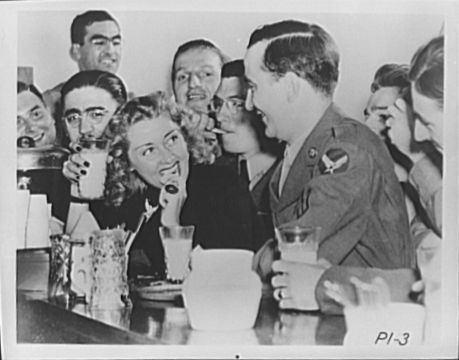
Joan Blondell bei der USO während des Zweiten Weltkrieges

Joan Blondell (* 30. August 1906 in New York City; † 25. Dezember 1979 in Santa Monica) war eine US-amerikanische Schauspielerin.

## Leben und Karriere
Joan Blondell wurde als Tochter des bekannten Vaudeville-Komikers Eddie Joan Blondell geboren, der seine bekannteste Rolle in einer Bühnenversion des Comicstrips Katzenjammer Kids spielte. Da ihre Eltern reisende Theaterschauspieler waren, hatte Blondell in ihrer Jugend auch längere Aufenthalte auf Hawaii sowie in Australien und China. 1926 wurde sie zur „Miss Dallas“ gewählt und belegte bei der anschließenden Wahl zur „Miss America“ den vierten Platz. Kurze Zeit später begann sie, als Schauspielerin am Broadway Karriere zu machen und trat unter anderem in The Trial of Mary Dugan neben Ann Harding auf. 1929 bekam sie neben James Cagney eine Rolle in der Revue Penny Arcade, die im Folgejahr unter dem Titel Sinners’ Holiday verfilmt wurde. Die Verfilmung wurde ihr erster Hollywood-Film.
Joan Blondell blieb danach in Hollywood, wo sie bei Warner Brothers unter Vertrag war. 1931 wurde sie unter die WAMPAS Baby Stars des Jahres gewählt. Warner setzte Blondell in der Folgezeit in zahllosen Filmen ein; allein 1932 hatte Joan Blondell Auftritte in zehn Filmen. Anfangs wurde sie oft als Gangsterbraut besetzt, etwa in dem Filmklassiker Der öffentliche Feind (1931) neben James Cagney, oder gleich selbst als Bandenanführerin wie in Blondie Johnson (1933) an der Seite von Chester Morris. Daneben spielte sie häufiger selbstbewusste Showgirls, so in den 1933 erschienenen Musicalfilmen Goldgräber von 1933 und Parade im Rampenlicht, die insbesondere durch ihre außergewöhnlichen Choreografien von Busby Berkeley nachhaltige Bekanntheit erlangten. Oft übernahm die Blondine den Part der selbstbewusst agierenden, zynischen besten Freundin der Heldin, die diese meist vergeblich vor Fehlentscheidungen warnt. Mit Glenda Farrell bildete sie ein populäres Gespann in insgesamt neun Filmen; sie traten dabei meist als gemeinsam agierende „Gold Digger“ auf, die auf der Suche nach reichen Ehemännern sind.
1939 verließ Blondell Warner Brothers und wechselte, nachdem sie zuvor überwiegend Komödien und Musicals gedreht hatte, zunehmend in das dramatische Rollenfach. Im Kriegsfilm Cry “Havoc” (1943) war sie eine beherzte Krankenschwester, die nach dem Fall von Bataan viele traumatische Dinge erleben muss. In der Literaturverfilmung Ein Baum wächst in Brooklyn (1945) war sie unter der Regie von Elia Kazan in einer Nebenrolle als unkonventionelle Tante zu sehen. Zwei Jahre später spielte sie in dem Film noir Der Scharlatan an der Seite von Tyrone Power die Jahrmarktskünstlerin und angebliche Seherin Madame Zeena. 1951 erhielt sie eine Oscar-Nominierung in der Kategorie Beste Nebendarstellerin für ihre Darstellung eines alternden Bühnenstars in dem Filmdrama Das Herz einer Mutter.

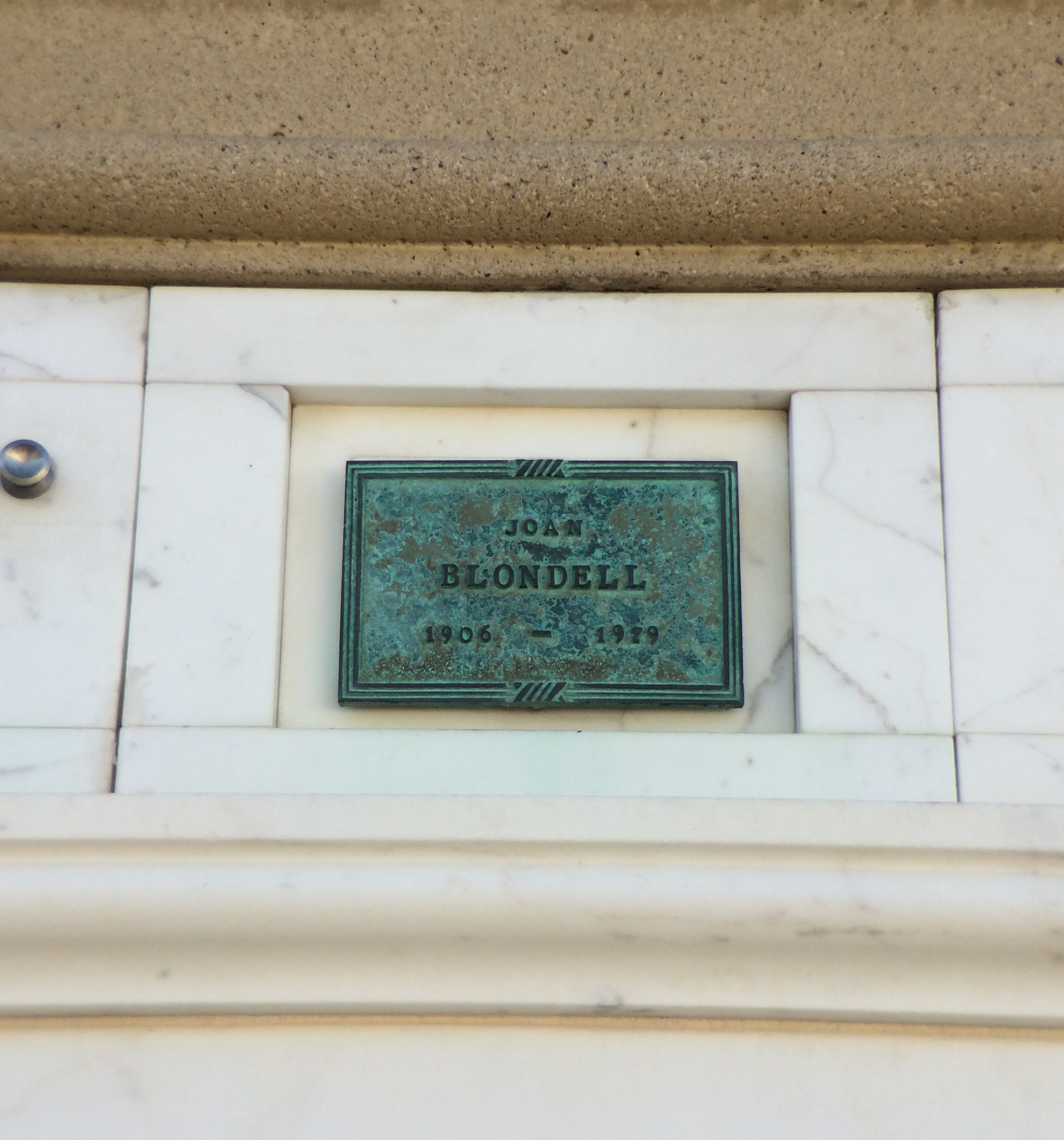
Blondells Grabnische im Forest Lawn Memorial Park in Glendale

Blondell blieb bis an ihr Lebensende als Schauspielerin aktiv und spielte in zahlreiche Rollen in Kinofilmen, Fernsehserien und Theaterstücken, später oftmals als schrullige ältere Dame. Im Fernsehen hatte sie ab den 1950er-Jahren Gastrollen in Serien wie Bonanza oder Twilight Zone, schließlich von 1968 bis 1970 auch eine Hauptrolle in der Western-Sitcom Here Come the Brides. Für ihre Darbietung der Salooninhaberin Lottie in dieser Serie erhielt sie zwei Emmy-Nominierungen.
Im Kino spielte sie ab den 1950er-Jahren fast ausschließlich Nebenrollen. In der Komödie Sirene in Blond war sie 1957 als lebenskluge Vertraute von Jayne Mansfields Hauptfigur eines Filmstars zu sehen. Für ihre Darstellung einer erfahrenen Pokerspielerin in Cincinnati Kid aus dem Jahr 1965 wurde sie für den Golden Globe als beste Nebendarstellerin nominiert und gewann den National Board of Review Award als beste Nebendarstellerin. Ebenfalls hochgelobt wurde ihr Auftritt als Theaterautorin in dem Independentfilm Opening Night unter der Regie von John Cassavetes, wofür sie mit einer weiteren Golden-Globe-Nominierung bedacht wurde. Kurz vor ihrem Tod hatte sie noch Nebenrollen in Grease (1978, als Kellnerin Vi) und in Der Champ (1979, als wohlhabende Rennpferdbesitzerin).
Joan Blondell starb im Dezember 1979 im Alter von 73 Jahren an Leukämie. Sie war dreimal verheiratet: von 1933 bis 1936 mit dem Kameramann George Barnes, von 1936 bis 1944 mit dem Schauspieler und mehrmaligem Co-Darsteller Dick Powell und von 1947 bis 1950 mit dem Filmproduzenten Michael Todd. Sie hatte zwei Kinder aus den ersten beiden Ehen, den Fernsehproduzenten Norman Powell (1934–2021, später von Dick Powell adoptiert) und die später an diversen Filmproduktionen als Friseurin beteiligte Ellen Powell (* 1938). Blondells jüngere Schwester Gloria Blondell (1915–1986) war ebenfalls Schauspielerin und zeitweise mit dem Filmproduzenten Albert R. Broccoli verheiratet.

## Auszeichnungen
- 1952: Oscar-Nominierung als Beste Nebendarstellerin für Das Herz einer Mutter
- 1960: Stern auf dem Hollywood Walk of Fame (Kategorie Film, 6311 Hollywood Blvd.)[6]
- 1965: National Board of Review Award als Beste Nebendarstellerin für Cincinnati Kid
- 1966: Golden-Globe-Nominierung als Beste Nebendarstellerin für Cincinnati Kid
- 1969, 1970: zwei Emmy-Nominierungen in der Kategorie Beste Hauptdarstellerin einer Dramaserie für Here Come the Brides
- 1978: Golden-Globe-Nominierung als Beste Nebendarstellerin für Opening Night

## Filmografie (Auswahl)
- 1929: Broadway’s Like That (Kurzfilm)
- 1930: Sinners’ Holiday
- 1930: The Office Wife
- 1931: Die Frau meines Freundes (Other Men’s Women)
- 1931: Illicit
- 1931: Der öffentliche Feind (The Public Enemy)
- 1931: Night Nurse
- 1931: Blonde Crazy
- 1932: Union Depot
- 1932: The Greeks Had a Word for Them
- 1932: Big City Blues
- 1932: Der Schrei der Menge (The Crowd Roars)
- 1932: Three on a Match
- 1933: Blondie Johnson
- 1933: Goldgräber von 1933 (Gold Diggers of 1933)
- 1933: Parade im Rampenlicht (Footlight Parade)
- 1933: Havana Widows
- 1933: Convention City
- 1934: Broadway-Show (Dames)
- 1934: I've Got Your Number
- 1935: Traveling Saleslady
- 1935: We’re in the Money
- 1936: Heiliges Kanonenrohr (Sons o’ Guns)
- 1936: Wem gehört die Stadt? (Bullets or Ballots)
- 1936: Three Men on a Horse
- 1936: Gold Diggers of 1937
- 1937: The King and the Chorus Girl
- 1937: Ein Kerl zum Verlieben (The Perfect Specimen)
- 1937: Mr. Dodd geht nach Hollywood (Stand-In)
- 1938: There’s Always a Woman
- 1941: Topper 2 – Das Gespensterschloß (Topper Returns)
- 1942: Lady for a Night
- 1943: Cry “Havoc”
- 1945: Ein Baum wächst in Brooklyn (A Tree Grows in Brooklyn)
- 1945: Mann ohne Herz (Adventure)
- 1947: Der Scharlatan (Nightmare Alley)
- 1947: Christmas Eve
- 1951: Das Herz einer Mutter (The Blue Veil)
- 1956: Das schwache Geschlecht (The Opposite Sex)
- 1957: Kein Platz für feine Damen (This Could Be the Night)
- 1957: Eine Frau, die alles weiß (Desk Set)
- 1957: Sirene in Blond (Will Success Spoil Rock Hunter?)
- 1961: Die Unbestechlichen (The Untouchables, Fernsehserie, Folge 2x18)
- 1963: The Real McCoys (Fernsehserie, 3 Folgen)
- 1963: Die Leute von der Shiloh Ranch (The Virginian, Fernsehserie, Folge 2x02)
- 1963–1964: Amos Burke (Burke’s Law, Fernsehserie, 2 Folgen)
- 1964: Twilight Zone (Fernsehserie, Folge 5x24)
- 1964: Helden ohne Hosen (Advance to the Rear)
- 1964: Bonanza (Fernsehserie, Folge 5x32)
- 1965: Cincinnati Kid (The Cincinnati Kid)
- 1965: Meine drei Söhne (My Three Sons, Fernsehserie, Folge 6x06)
- 1966: Tag der Abrechnung (Ride Beyond Vengeance)
- 1966: Solo für O.N.C.E.L. (The Man from U.N.C.L.E., Fernsehserie, Folge 3x11)
- 1967: Wasserloch Nr. 3 (Waterhole No. 3)
- 1967: Lieber Onkel Bill (Family Affair, Fernsehserie, Folge 2x13)
- 1968–1970: Here Come the Brides (Fernsehserie, 51 Folgen)
- 1970: The Phynx
- 1970: The Name of the Game (Fernsehserie, Folge 3x04)
- 1971: Latigo (Support Your Local Gunfighter)
- 1971: Ein Sheriff in New York (McCloud, Fernsehserie, Folge 2x02)
- 1972: Los Angeles 1937 (Banyon, Fernsehserie, 9 Folgen)
- 1973: California Cops – Neu im Einsatz (The Rookies, Fernsehserie, Folge 2x06)
- 1975: Die Toten sterben nicht (The Dead Don’t Die, Fernsehfilm)
- 1976: Die Zwei mit dem Dreh (Switch, Fernsehserie, Folge 1x18)
- 1976: Won Ton Ton – der Hund, der Hollywood rettete (Won Ton Ton, the Dog Who Saved Hollywood)
- 1976: Starsky & Hutch (Fernsehserie, 2 Folgen)
- 1977: Opening Night
- 1978: Grease
- 1978: Love Boat (Fernsehserie, Folge 2x07)
- 1979: Der Champ (The Champ)
- 1979: Fantasy Island (Fernsehserie, Folge 2x24)
- 1979: Die Faust (The Glove)
- 1981: The Woman Inside